# Bay-Tayginsky (huyện)
Huyện Bay-Tayginsky (tiếng Nga: ? райо́н) là một huyện hành chính tự quản (raion), của Tuva, Nga. Huyện có diện tích 8019 km². Trung tâm của huyện đóng ở Teyyeli.